# Paser (chaty)
| pA | sr | A52 |

| pA | sr | A52 |

Paser (1294 -1230 a. C.) fue un funcionario egipcio que sirvió bajo Ramsés I, Seti I, que le nombró chaty del Alto Egipto, y fue el hombre de confianza de Ramsés II. Era hijo de Nebnetjeru, primer profeta de Amón en Per-Montu y de Meritre, superiora de las sacerdotisas de Amón en Karnak. Además del título de chaty portaba los de Príncipe, Gobernador de la Ciudad, Juez, Guardián de Nejen, Sacerdote de Maat y Alcalde de Tebas.
No se conoce el nombre de su esposa, pero sí el de dos de sus hijos, que también alcanzaron cargos de responsabilidad durante el reinado de Ramsés II::
- Amenemipet que fue hijo real de Kush (virrey) con Seti I y durante la primera parte del reinado de Ramsés;
- Jay que le sucedió en el cargo de chaty, y con este título fue el encargado de organizar los jubileos del rey.

## Obras públicas

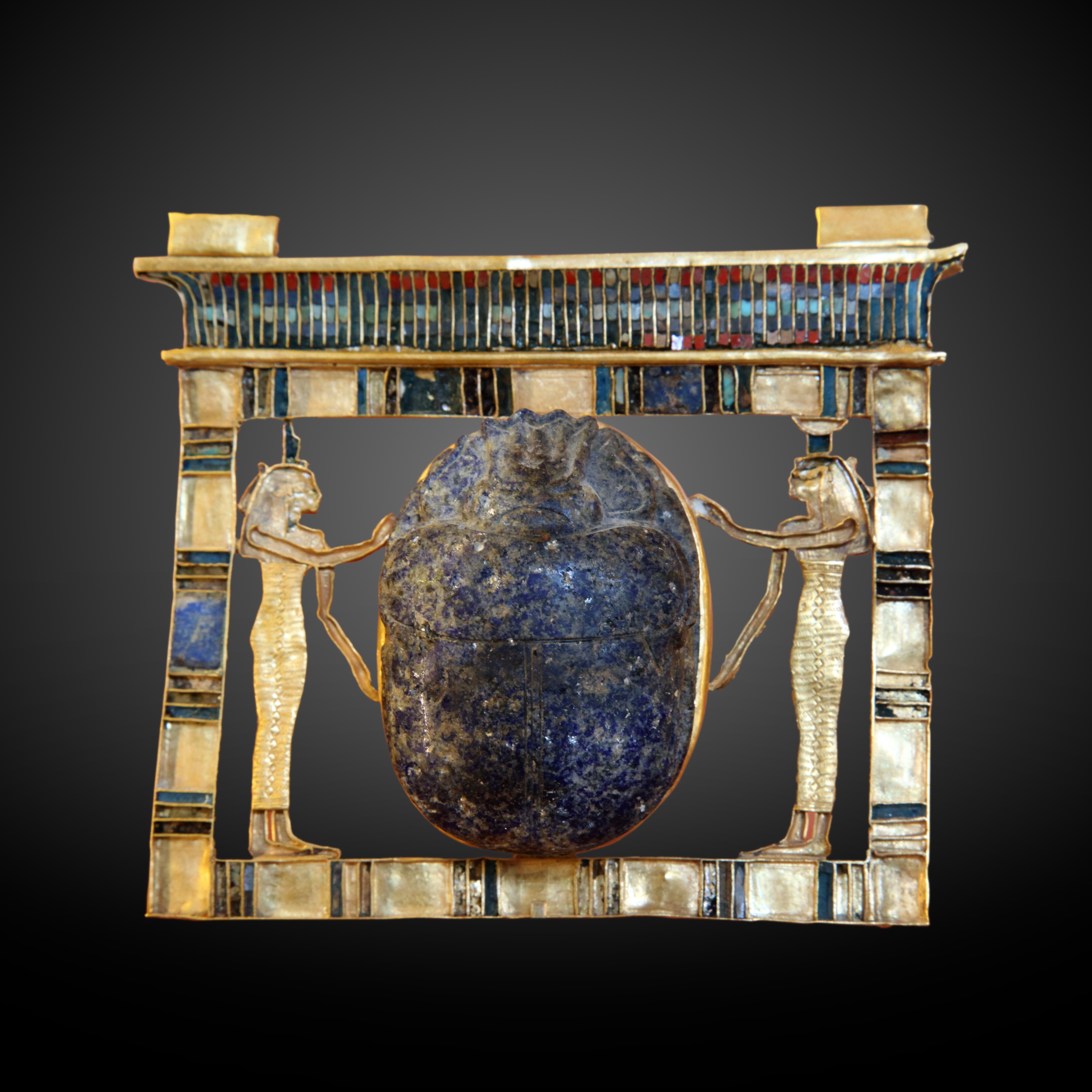
Pectoral con el nombre del chaty Paser, descubierto en el Serapeum de Saqqara por Auguste Mariette (Museo del Louvre).

Aparte de sus cometidos de Estado, su ocupación principal era ser fiel al faraón. Como chaty supervisó personalmente la construcción de la tumba real de Seti I en el Valle de los Reyes (Tebas), y la edificación del templo del millón de años del rey, el Ramesseum. También viajó para supervisar el mantenimiento de otros monumentos: en Deir el-Bahari hay una inscripción en la tumba de Jety (consejero de Mentuhotep II) fechada el año 17 y firmada por Paser.
También encargó varios monumentos para sí y en honor de sus padres, y es muy conocido por un conjunto de joyas de alta calidad que proviene de Saqqara y que se conservan en el Louvre. En el año 19 del reinado de Ramsès II participó en la ceremonia de amortajamiento y entierro de un Apis en las nuevas galerías habilitadas para la ocasión en el Serapeum, y además de esas joyas depositó también una serie de Ushebtis con su nombre en la pequeña cámara cavada en honor del dios, al lado de una cuba inmensa destinada a recibir la piel momificada del toro sagrado.

## Política
Participó en la elaboración del tratado de Qadesh, un tratado de paz entre Egipto y Hatti, que acababa con un largo conflicto sin vencedores. 
En el año 27, con más de sesenta años, dejó sus funciones de chaty y Ramsés lo recompensó nombrándole Sumo sacerdote de Amón en el templo de Karnak. Debido a su edad participó solo en las grandes ceremonias. 

## Tumba
Murió alrededor del año 38 de Ramsés, tras una carrera brillante al servicio de los primeros soberanos de la dinastía XIX. Se había construido una tumba al oeste de Tebas, en el Valle de los Nobles (TT106), ricamente decorada y que contiene escenas que ensalzan su entronización como chaty.
Paser tenía en Saqqara un cenotafio, equipado con vasos canopos.